# Targa Florio 1909

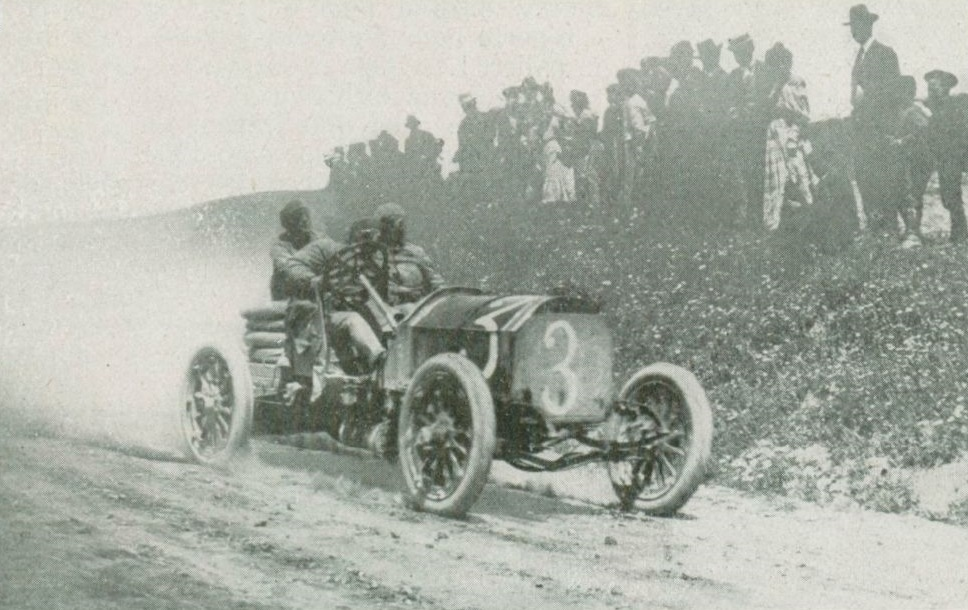
Francesco Ciuppa im Spa 28/40 HP/7.8 bei seiner Siegesfahrt

Die vierte Targa Florio, auch IV Targa Florio, war ein Straßenrennen auf Sizilien und fand am 2. Mai 1909 statt. 

## Die Vorgeschichte
Wenige Tage nach Weihnachten, am 28. Dezember 1908, bebte in der Straße von Messina die Erde. Um 05:21 Uhr in der Früh zerstörten ein 37 Sekunden dauerndes Erdbeben und der folgende Tsunami die Städte Messina, Reggio Calabria und Palmi fast vollständig. Bei der nach Opfern schwersten Naturkatastrophe des 20. Jahrhunderts starben bis zu 110.000 Menschen.
Im Frühjahr 1909 war das Gebiet an der Straße von Messina nach wie vor von zerstörten Gebäuden übersät. Da die von der Zentralregierung in Rom angekündigte umfassende Hilfe nur sehr schleppend anlief, wohnten Zehntausende Sizilianer mehr oder weniger im Freien. Die Angst vor Seuchen breitete sich aus. Weder Behördenvertreter noch normale Bürger interessierten sich in diesem Umfeld für ein Autorennen. Ausgenommen von diesem Desinteresse waren nur Vincenzo Florio und das von ihm geleitete und dominierte Organisationskomitee der Targa Florio. 
1908 waren nach dem stark besetzten Rennen 1907 Meldungen weitgehend ausgeblieben. Aus der Sicht von Florio hätte eine Absage des Rennens 1909 möglicherweise fatale Folgen gehabt und zum vollständigen Ende der Veranstaltung führen können. Er versuchte daher, trotz es öffentlichen Widerstands die Targa Florio zu retten. Zu Hilfe kam ihm der Umstand, dass große Teile der Straßen des Grande circuito delle Madonie über familieneigene Ländereien führten. Er einigte sich mit den Behörden auf ein Autorennen Anfang Mai, wobei die Renndistanz von drei Runden auf eine Runde verkürzt wurde.

## Das Rennen

### Teams, Hersteller und Fahrer
Die erste Meldung gab Florio selbst ab. Er erwarb in Turin einen Fiat 28/40 HP/7.4. Das Fahrzeug war einer der beiden Einsatzwagen der Fiat-Rennabteilung bei der Targa Florio 1907. Bei Fiat hatte man kein Interesse an einer werksseitigen Teilnahme und gab den Wagen samt Ersatzteilen an Florio ab, der für die Wartung und Rennbetreuung selbst sorgen musste. Einziger italienischer Werkswagen war der Spa 28/40 HP/7.8 der Società Ligure Piemontese Automobili, den der sizilianische Adelige Francesco Ciuppa fuhr. Die restlichen heimischen Starter waren Herrenfahrer, die von Florio persönlich angesprochen wurden, um am Rennen teilzunehmen.
Knapp vor Nennschluss traf überraschend die Meldung dreier Werkswagen von De Dion-Bouton ein, wodurch sich die Teilnehmerzahl auf elf Starter erhöhte.

### Der Rennverlauf
Da das Rennen nur über eine Runde ging, gab es keine Stopps zum Nachtanken. Auch die Reifen wurden nicht gewechselt. Der Erfolg von Francesco Ciuppa, der eine Minute vor Florio ins Ziel kam, war der erste Sieg eines Sizilianers bei der Targa Florio.

## Ergebnisse

### Schlussklassement
| 1           |  | 3  | Società Ligure Piemontese Automobili | Francesco Ciuppa   | Spa 28/40 HP/7.8   | 2:43:19,200 |
| 2           |  | 1A | Vincenzo Florio                      | Vincenzo Florio    | Fiat 28/40 HP/7.4  | 2:44:19,200 |
| 3           |  | 2  | Guido Airoldi                        | Guido Airoldi      | Lancia             | 2:55:25,000 |
| 4           |  | 14 | Mario Cortese                        | Mario Cortese      | Spa 28/40 HP/7.8   | 3:20:40,400 |
| 5           |  | 7  | Giuseppe De Seta                     | Giuseppe De Seta   | Itala 35/40 HP/7.4 | 3:21:56,000 |
| 6           |  | 17 | De Dion-Bouton                       | Giovanni Stabile   | De Dion-Bouton     | 3:31:32,000 |
| 7           |  | 19 | De Dion-Bouton                       | Norman Olsen       | De Dion-Bouton     | 3:34:55,400 |
| 8           |  | 4  | Antonio Ribolla                      | Antonio Ribolla    | Berliet GK         | 3:37:57,200 |
| 9           |  | 20 | Salvatore Giaconia                   | Salvatore Giaconia | De Dion-Bouton     | 3:38:46,600 |
| Ausgefallen |  |    |                                      |                    |                    |             |
| 10          |  | 16 | Paolo Scaletta                       | Paolo Scaletta     | Berliet GK         |             |
| 11          |  | 18 | De Dion-Bouton                       | Giuseppe Baldoni   | De Dion-Bouton     |             |

### Nur in der Meldeliste
Zu diesem Rennen sind keine weiteren Meldungen bekannt.

### Klassensieger
Zu diesem Rennen sind keine Klassensieger bekannt.

### Renndaten
- Gemeldet: 11
- Gestartet: 11
- Gewertet: 9
- Rennklassen: unbekannt
- Zuschauer: unbekannt
- Wetter am Renntag: trocken
- Streckenlänge: 148,823 km
- Fahrzeit des Siegerteams: 2:43:19,200 Stunden
- Gesamtrunden des Siegerteams: 1
- Gesamtdistanz des Siegerteams: 148,823 km
- Siegerschnitt: 54,674 km/h
- Schnellste Trainingszeit: keine
- Schnellste Rennrunde: keine
- Rennserie: zählte zu keiner Rennserie